# Estàndard de càrrega GB/T
L'estàndard de càrrega GB/T és un conjunt d'estàndards GB/T, principalment de la família GB/T 20234, per a la càrrega ràpida de CA i CC de vehicles elèctrics utilitzats a la Xina. Les normes van ser revisades i actualitzades més recentment el 2015 per l'Administració de Normalització de la Xina. El terme és una abreviatura de 国标推荐( guóbiāo/tuījiàn), traduït com a "estàndard nacional recomanat/voluntari".

## Visió general
Els estàndards de càrrega GB/T són comparables a estàndards similars de la Society of Automotive Engineers (SAE), la International Electrotechnical Commission (IEC) i l'International Standards Organization (ISO) que proporcionen requisits generals, físics i de senyalització per a la càrrega de vehicles elèctrics. interfícies.
- GB/T 18487 proporciona requisits generals per als sistemes de càrrega conductora, corresponents a IEC 61851.
- GB/T 20234 proporciona requisits físics per a connectors i interfícies, corresponents a IEC 62196 i SAE J1772.
- GB/T 27930 proporciona requisits de comunicació, corresponents a ISO 15118 i SAE J1772.

### Llista de normes
Els cinc estàndards GB/T referenciats es van revisar i publicar el 28 de desembre de 2015:
1. GB/T 18487.1-2015 Conducció de sistemes de càrrega per a vehicles elèctrics - Part 1: Requisits generals
2. GB/T 20234.1-2015 Connectors per a la càrrega de vehicles elèctrics - Part 1: Requisits generals
3. GB/T 20234.2-2015 Connectors per a la càrrega de vehicles elèctrics - Part 2: Interfícies de càrrega de corrent altern
4. Connectors GB/T 20234.3-2015 per a la càrrega de vehicles elèctrics: part 3: interfícies de càrrega de corrent continu
5. Protocol de comunicació GB/T 27930-2015 entre el carregador conductor fora de bord i el sistema de gestió de la bateria del vehicle elèctric

## Interfície de càrrega
Terminologia comuna:

Esquema i terminologia

- La presa de corrent és la interfície física de l'estació de càrrega
- L'endoll és la interfície del cable de connexió que s'uneix amb la presa de corrent
- El connector és la interfície a l'extrem oposat del cable de connexió que s'uneix a l'entrada del vehicle
- L'entrada del vehicle és la interfície física del vehicle elèctric

### Modes de càrrega
Modes de càrrega GB/T 20234.1
| Mode de càrrega | Tipus d'acoblament | Tensió nominal  | Corrent nominal | Potència màxima |
| --------------- | ------------------ | --------------- | --------------- | --------------- |
| 2               | AC (20234.2)       | 250 V AC        | 10 A            | 27.7 kW         |
| 2               | AC (20234.2)       | 250 V AC        | 16 A            | 27.7 kW         |
| 2               | AC (20234.2)       | 250 V AC        | 32 A            | 27.7 kW         |
| 3               | AC (20234.2)       | 440 V AC        | 16 A            | 27.7 kW         |
| 3               | AC (20234.2)       | 440 V AC        | 32 A            | 27.7 kW         |
| 3               | AC (20234.2)       | 440 V AC        | 63 A            | 27.7 kW         |
| 4               | DC (20234.3)       | 750 V/1000 V DC | 80 A            | 250 kW          |
| 4               | DC (20234.3)       | 750 V/1000 V DC | 125 A           | 250 kW          |
| 4               | DC (20234.3)       | 750 V/1000 V DC | 200 A           | 250 kW          |
| 4               | DC (20234.3)       | 750 V/1000 V DC | 250 A           | 250 kW          |